# Музеї України (журнал)
«Музеї України» — журнал. Науково-популярне загальноукраїнське видання.
Заснований 3 лютого 2004 року у Києві журналістом Віктором Тригубом.
Паперова версія видавалася один раз на два місяці, з 2009 року — раз на квартал. З 2012 року паперова версія журналу більше не видається.
Журнал — єдиний спеціалізований друкований орган, який пише на музейні теми, проводить масштабні міжнародні розслідування, веде пошук українських культурних цінностей у світі.
Особливий напрям — дослідження закритих спецхранів російських музеїв і архівів, де зберігаються вивезені з України експонати і документи.
Часопис опублікував каталог всіх державних музейних закладів, багато пише про відомчі, громадські, приватні музеї, яких за підрахунками редакції понад 5000.
До редакційної ради входять народні депутати, музейники, громадські діячі, Герої України.
Шеф-редактор — Наталка Іванченко.
Головний редактор — Віктор Тригуб. Шеф-редактор — Наталка Іванченко. Редакція знаходиться в Києві.